# Nicolás Leiva (Fußballspieler)
Nicolás Andrés Leiva Contreras (* 16. Februar 1991 in Santiago) ist ein ehemaliger chilenischer Fußballspieler auf der Position eines defensiven Mittelfeldspielers.

## Karriere
Nicolás Leiva begann seine Karriere 2008 beim CD Cobreloa, bei dem er bereits die Jugendmannschaften durchlaufen hatte. Nachdem er zwei Jahre immer von Verletzungen zurückgeworfen wurde, einigten sich Leiva und Cobreloa im Februar 2012, den bestehenden Vertrag aufzulösen. Leiva beendete damit seine Karriere.